# Liste der Besonders schönen Ansichten Japans
Besonders schöne Ansicht (japanisch 特別名勝, Tokubetsu meishō) ist in Japan die höchste Auszeichnung für eine natürliche Landschaft oder für eine von Menschen geschaffene Grünanlage.

## Hintergrund
Im Rahmen des breit gefassten Gesetzes zum Schutz der Kulturgüter Japans werden auf nationaler Ebene „Schöne Ansichten“ (meishō) deklariert. Eine kleine Auswahl aus dieser Liste ist als „Besonders schöne Ansicht“ (tokubetsu meishō) ausgezeichnet. Die Klassifizierung nimmt der Kultusminister vor.

## Die Liste Besonders schöner Ansichten nach Regionen geordnet

### Hokkaidō/Tōhoku
- Towada-See und Oirase-Stromschnellen (十和田湖および奥入瀬渓流), Präfektur Aomori und Akita
- Garten des Mōtsu-ji (毛越寺庭園), Präfektur Iwate, Hiraizumi
- Matsushima (松島), Präfektur Miyagi, Sendai

### Kantō
- Präfektur Tokio
  - Koishikawa Kōrakuen (小石川後楽園)
  - Hamarikyū-Park (旧浜離宮庭園)
  - Rikugien (六義園)

### Chūbu
- Fujisan (富士山), Präfektur Yamanashi und Präfektur Shizuoka
- Kurobe-Tal (黒部峡谷 附 猿飛ならびに奥鐘山), Präfektur Toyama
- Kenroku-en (兼六園), Präfektur Ishikawa, Kanazawa
- Asakura-Anwesen im Ichijō-Tal (兼六園一乗谷朝倉氏庭園), Präfektur Fukui
- Mitake-Shōsen-Schlucht (御岳昇仙峡), Präfektur Yamanashi

### Kinki
- Präfektur Kyōto
  - Amanohashidate (天橋立), Miyazu
  - Garten des Konchi-in (金地院庭園), Kyōto
  - Garten des Saihōji (西芳寺庭園), Kyōto
  - Garten des Jishō-ji (慈照寺), Kyōto
  - Garten des Sambō-in im Daigo-ji (醍醐寺三宝院庭園), Kyōto
  - Garten des Shoin des Daisenin (大仙院書院庭園), Kyōto
  - Garten des Abtquartiers des Daitoku-ji (大徳寺方丈庭園), Kyōto
  - Garten des Tenryū-ji (天龍寺庭園), Kioto
  - Garten des Ninomaru der Burg Nijō (二条城二之丸庭園), Kyōto
  - Goisan am Hōkongō-in (法金剛院青女滝 附 五位山), Kyōto
  - Garten des Daishoin im Hongan-ji (本願寺大書院庭園), Kyōto
  - Garten des Abtquartiers des Ryōan-ji (龍安寺方丈庭園), Kyōto
  - Garten des Rokuon-ji (鹿苑寺庭園), Kyōto
  - Garten des Jōruri-ji (浄瑠璃寺庭園, 木津川市), Kizugawa
- Präfektur Nara
  - Garten beim ehemaligen Heijō-Palast (平城京左京三条二坊宮跡庭園), Nara
  - Garten am Tōin des Heijō-Palastes (平城宮東院庭園), Nara
- Doro-Hatchō-Schlucht (瀞八丁), Präfektur Wakayama, Präfektur Mie und Nara

### Chūgoku/Shikoku
- Kōrakuen (岡山後楽園), Präfektur Okayama, Okayama
- Präfektur Hiroshima
  - Sandan-Schlucht (三段峡)
  - Itsukushima (厳島)
- Ritsurin-Park (栗林公園), Präfektur Kagawa, Takamatsu

### Kyūshū/Okinawa
- Niji-no-matsubara (虹の松原), „Regenbogen-Kiefernwald“, Präfektur Saga, Karatsu
- Unzendake (雲仙岳), Vulkan Unzen, Präfektur Nagasaki
- Shikina-Park (識名園), Präfektur Okinawa, Naha

## Weblink
- Liste der besonders schönen Ansichten (japanisch)